# Girlfriend, Girlfriend
Girlfriend, Girlfriend (カノジョも彼女?, Kanojo mo kanojo) è un manga shōnen scritto e disegnato da Hiroyuki, serializzato sul Weekly Shōnen Magazine di Kōdansha dal 4 marzo 2020 al 24 maggio 2023. Dal 17 luglio 2020 al 14 luglio 2023, il manga è stato raccolto in 16 volumi tankōbon. Un adattamento anime, prodotto dalla Tezuka Productions, è andato in onda dal 3 luglio al 18 settembre 2021.

## Trama
Naoya Mukai è uno studente al primo anno di liceo che ha appena iniziato una relazione con la sua amica d'infanzia Saki Saki. Quando la sua compagna di classe Nagisa Minase gli dichiara i suoi sentimenti, Naoya decide di ricambiare i suoi sentimenti ad una condizione: Saki dovrà essere d'accordo. I due quindi tentano di convincere Saki ad approvare che lui abbia una storia con entrambe contemporaneamente e Naoya, visto che i suoi genitori vivono altrove per lavoro, le invita entrambe a vivere a casa sua. Dopo tale trasloco, Naoya farà tutto il possibile per assicurarsi di far funzionare questo strano rapporto a tre.

## Personaggi

I protagonisti nell'anime. Da sinistra: Shino, Saki, Naoya, Rika e Nagisa

Naoya Mukai (向井 直也?, Mukai Naoya)
Doppiato da: Jun'ya Enoki
Naoya è innamorato di Saki, sua amica d'infanzia da quando erano alle elementari e le ha chiesto ogni mese di mettersi con lui sin da allora, finché lei ha accettato una volta iniziato il liceo, ma sceglie poi anche di accettare i sentimenti di Nagisa, avendo capito di non voler respingere i suoi sentimenti. Naoya è un ragazzo estremamente onesto e devoto all'inverosimile verso entrambe le fidanzate, pronto anche a subire qualsiasi punizione, non importa quanto severa, se ritiene di aver fatto loro il minimo torto e fa sempre tutto il possibile per dimostrare di poter amare entrambe equamente. Sarà dopo molte prove difficoltose che infine Saki accetterà Nagisa definitivamente, poco dopo Naoya rivelerà di ricambiare anche i sentimenti di Shino, la quale diventa la sua terza fidanzata. A Capodanno, infine, Naoya convince anche Rika ad accettare la sua poligamia e rivela poi ai genitori di avere quattro fidanzate, lasciando sbigottito e invidioso il padre, mentre la madre, che già immaginava una simile conclusione, accetta la cosa con rassegnazione.
Saki Saki (佐木 咲?, Saki Saki)
Doppiata da: Ayana Taketatsu (video promozionale), Ayane Sakura (anime)
Saki è amica d'infanzia di Naoya, da sempre ricambia i suoi sentimenti ma lo ha respinto a lungo prima di accettare di uscire con lui, essendo una ragazza molto timida. È manesca e sempre pronta a colpire il fidanzato, inoltre fatica ad accettare la relazione a tre con Nagisa, malgrado faccia amicizia con quest'ultima, anche e soprattutto perché si ritiene meno bella e formosa di lei, oltre che totalmente incapace nei lavori domestici. Saki è molto desiderosa di approfondire il rapporto col fidanzato anche fisicamente, ma la sua enorme timidezza le ha reso impossibile persino dargli un bacio sulla guancia finora. Riesce infine, in vacanza, a dargli il suo primo bacio dopo aver avuto paura che gli fosse accaduto qualcosa di brutto. Quando Shino, la sua migliore amica, rivela i suoi sentimenti per Naoya e le chiede la sua approvazione per aspirare a diventare la sua terza fidanzata, Saki, rimasta molto sbigottita dalla situazione, accetta. Saki decide in seguito di confessare la sua situazione al resto della classe, restando sorpresa dal fatto che nessuno la giudichi negativamente per questo. In seguito, Saki capisce di non poter accettare che Naoya abbia più di una fidanzata perché il pensiero di non essere l'unica per lui la fa soffrire troppo, perciò gli impone di scegliere una sola fidanzata tra lui e Nagisa e che lei accetterà qualsiasi scelta, purché monogama. Quando Nagisa e Shino si dimostrano pronte a farsi da parte per Naoya, poiché se lui non starà con Saki loro non saranno felici, Saki non se ne rallegra, ma ne resta invece turbata, poiché le amiche le hanno dimostrato di voler equamente bene a lei tanto quanto tengono a Naoya. Saki, infine, si rende conto che non può essere felice con Naoya sapendo che le sue migliori amiche avranno il cuore infranto e accetta definitivamente la poligamia di Naoya, lasciando che anche Shino diventi la sua fidanzata oltre Nagisa. Dopo aver accettato anche Rika, Saki decide di diventare una gamer su internet, sfruttando anche la popolarità di Rika e lo rende il suo lavoro, essendo una ragazza pigra che non ha voglia di trovarsi un lavoro normale né di studiare.
Nagisa Minase (水瀬 渚?, Minase Nagisa)
Doppiata da: Ayane Sakura (video promozionale), Azumi Waki (anime)
Nagisa è la seconda fidanzata di Naoya. Si innamorò di lui perché alle medie, vederlo dichiararsi senza esitazione a Saki ogni volta, essere respinto e riprovarci senza alcun timore, la ispirò ad avere la medesima determinazione nel migliorare le sue qualità, lavorando sodo e con assoluta dedizione. Pur di stare con lui accetta che lui rimanga anche con la sua prima fidanzata, in quanto la sua dedizione a renderla felice è proprio una delle cose che la fecero innamorare di lui. Dopo molte peripezie, Nagisa diventa infine la seconda fidanzata ufficiale di Naoya quando Saki, colpita profondamente dal suo essere pronta a farsi da parte per lei, decide di accettare la relazione a tre definitivamente. Nagisa decide inoltre di andare a scuola di cucina e diventare chef, essendo diventata un'ottima cuoca per riuscire a conquistare Naoya,
Rika Hoshizaki (星崎 理香?, Hoshizaki Rika)
Doppiata da: Ayana Taketatsu
Compagna di scuola di Naoya, è segretamente una famosa vlogger con l'alias Mirika. Scopre per puro caso la relazione a tre di Naoya, Saki e Nagisa e, volendo avere un ragazzo che la difenda da eventuali stalker, propone a Naoya di essere la sua terza fidanzata. Quando egli la respinge, Rika, ferita nell'orgoglio, inizia a fare di tutto per farlo innamorare di sé, al punto da accamparsi fuori casa sua, seguirlo di nascosto e anche drogarlo per rapirlo e passare del tempo con lui. Malgrado lui la respinga sempre, Rika inizia ad interessarsi sinceramente a lui e quando la difende dalle critiche del padre, se ne innamora a sua volta. Gli dichiara i suoi sentimenti pubblicamente e lo bacia (rubandogli il primo bacio e dandogli il proprio) per dimostrarlo. Rika è estremamente determinata a far innamorare Naoya, ma al tempo stesso afferma di non voler essere la terza fidanzata, ma di volerlo solo per sé. Dopo lunghe insistenze, fa una scommessa con Naoya: anche lei vivrà a casa sua e lo frequenterà, ma se dopo 5 mesi, a Capodanno, lui rifiuterà ancora i suoi sentimenti, allora rinuncerà a lui. Rika fa tutto il possibile per diventare sempre più famosa per impressionare Naoya, il quale, dopo aver finalmente convinto Saki ad accettare la poligamia, le rivela di amarla, ma che per rispetto verso le sue tre fidanzate la rifiuterà. Malgrado lei non si arrenda, Naoya infine la respinge a Capodanno, cosa che le spezza il cuore. Nel vedere il suo ultimo video in cui ammette di essersi impegnata tanto solo per lui e che, nonostante avesse deciso di rinunciare a lui se l'avesse respinta, lo ama ancora, Naoya la raggiunge, spronato anche dalle sue fidanzate, e riesce a far accettare a Rika la relazione a cinque.
Shino Kiryū (桐生 紫乃?, Kiryū Shino)
Doppiata da: Rie Takahashi
Shino è la migliore amica di Saki sin da quando erano alle medie. Dopo aver scoperto che Naoya frequenta anche Nagisa, si schiera fieramente contro Naoya per fargli capire quanto sia sbagliato avere più di una ragazza e di stare solo con Saki. Shino impone di andare ad abitare anche lei a casa di Naoya, così da supportare Saki al meglio. In realtà, la ragione per cui Shino vuole assolutamente che Naoya stia solo con la sua migliore amica è che desidera lasciarsi alle spalle il suo stesso innamoramento verso di lui, poiché finché sarà disponibile verso più di una ragazza continuerà a pensare di poter diventare la sua fidanzata. Dopo aver fatto di tutto per convincere Naoya, Saki e Nagisa dell'impossibilità di una relazione a tre, Shino cede ai propri sentimenti e, in vacanza, bacia Naoya per poi quasi dichiarargli i suoi sentimenti. Dopo aver capito quanto Saki lo ami, però, decide di cambiare scuola e di andare a vivere con i genitori per troncare definitivamente il legame con Naoya e non dover più mentire a Saki. Alla fine, su insistenza di Saki e Naoya nel sentire la vera ragione per il suo addio, Shino ammette di essersi innamorata di Naoya, lasciando basiti i presenti. Malgrado Naoya la respinga, Shino decide di cambiare completamente atteggiamento e di supportare al meglio la relazione tra Naoya, Saki e Nagisa, per far sì che Naoya possa in futuro accettarla come terza fidanzata. Quando Saki, in seguito ad un momento molto difficile in cui Shino e Nagisa scelgono di rinunciare a Naoya per il suo bene, decide di accettare Nagisa come seconda fidanzata ufficiale, quest'ultima propone di includere anche Shino nel discorso. Saki, avendo ormai accettato la relazione poligama, chiede a Naoya di esprimere i suoi sentimenti e, dopo una confessione appassionata, Shino diventa ufficialmente la sua terza fidanzata. Malgrado Shino sia la più razionale e responsabile del gruppo, è anche la più lasciva e approfitta di ogni occasione di vicinanza per tentare di baciare Naoya.
Risa Hoshizaki (星崎 理沙?, Hoshizaki Risa)
Sorella minore di Rika, anche lei è una vlogger con un alias, ma da meno tempo rispetto alla sorella. Sembra molto più matura rispetto a Rika, sottolineando quanto sia bizzarro che lei si sia innamorata di un ragazzo che esce già con altre due ragazze. Ha comunque un buon rapporto con Naoya, che la vede come la sorella minore che non ha mai avuto.

## Media

### Manga
Girlfriend, Girlfriend è basato sul dōjinshi Seiseidōdō, futamata-suru hanashi (正々堂々、二股する話?), serie di 10 capitoli che Hiroyuki ha distribuito su Twitter e in seguito ha pubblicato al Comiket 86 nell'agosto 2019.
L'opera, scritta e disegnata da Hiroyuki, è stata serializzata sulla rivista Weekly Shōnen Magazine di Kōdansha dal 4 marzo 2020 al 24 maggio 2023. A partire dal 17 luglio 2020, il manga viene raccolto in volumi tankōbon, sedici al 14 luglio 2023. Uno spot pubblicitario per promuovere la serie, con le doppiatrici Ayana Taketatsu e Ayane Sakura, è stato pubblicato il 23 ottobre 2020.

### Anime

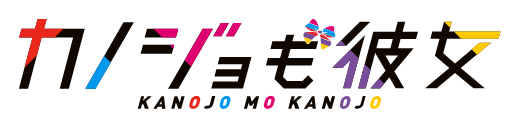
Logo della serie

Il 16 novembre 2020, sul 51° numero di Weekly Shōnen Magazine è stato annunciato che la serie avrebbe ricevuto un adattamento anime realizzato dallo studio Tezuka Productions, con Satoshi Kuwabara come regista, Keiichirō Ōchi come sceneggiatore e Akiko Toyoda che ha curato il character design. Miki Sakurai, Tatsuhiko Saiki e Sayaka Aoki hanno composto la colonna sonora. Successivamente sono stati annunciati i doppiatori della serie ed altri membri del cast. La serie è stata trasmessa dal 3 luglio al 18 settembre 2021 nel contenitore Animeism in onda su MBS, TBS, BS-TBS e su AT-X. La sigla d'apertura, Fuzaketenai ze (ふざけてないぜ?), è cantata dalle Necry Talkie mentre quella di chiusura, Pinky Hook (ピンキーフック?, Pinkī Fukku), è cantata da Momo Asakura. I diritti di distribuzione della serie al di fuori dell'Asia sono stati acquistati da Crunchyroll che l'ha pubblicata in simulcast in versione sottotitolata in vari Paesi del mondo, tra cui l'Italia.
Il 16 settembre 2022 è stata annunciata una seconda stagione. Quest'ultima è prodotta da SynergySP e vede Takatoshi Suzuki come regista. Keiichiro Ōchi torna a scrivere la sceneggiatura, Shouko Hagiwara si occupa del character design mentre Kanade Sakuma e Junko Nakajima compongono la colonna sonora assieme a Sakurai e Saiki. La seconda stagione è stata trasmessa dal 6 ottobre al 22 dicembre 2023. La sigla d'apertura è Dramatic ni koi shitai (ドラマチックに恋したい?, Doramachikku ni koi shitai) di Hikari Kodama mentre quella di chiusura è Forira (ふぉりら?) delle ClariS. I diritti per la distribuzione al di fuori dell'Asia sono stati rinnovati da Crunchyroll che l'ha pubblicata in simulcast in versione sottotitolata in vari Paesi del mondo, tra cui l'Italia.